# 湯舟敏郎
湯舟 敏郎（ゆふね としろう、1966年10月8日 - ）は、大阪府貝塚市出身の元プロ野球選手（投手）、野球指導者、野球解説者。現役時代の登録名は「ゆふね」だったが、本名は「ゆぶね」と濁る。

## 経歴

### プロ入り前
興國高等学校では左翼手としてクリーンナップを打っていた。その後は奈良産業大学に進学、野球部の第1期生となり、エースとして活躍。2年春に1部リーグに昇格し、同年秋には優勝、そのシーズンから近畿学生リーグ5連覇を果たした。大学通算26勝2敗。4年時には第17回日米大学野球選手権の日本代表に、後に阪神でチームメイトとなる葛西稔らと共に選出された。
1989年、藤村富美男の長男・藤村哲也が監督として率いていた本田技研鈴鹿に入社。1年目からNTT東海の補強選手として都市対抗野球に出場したが、野茂英雄を擁する新日鐵堺の前に初戦敗退。同年、野茂らとともに全日本代表に選出されたが、これは後に「あの年の代表ならプロの力を借りずとも世界で戦えただろう」と言われたチームとなった。翌年はエースとしてチームを都市対抗出場に導き、初戦は寺西秀人（NTT北陸）と投げ合って完投勝利、日本選手権にも出場。ベスト8進出を果たし、2年連続で全日本代表に選出された。
1990年度ドラフト会議にて小池秀郎の外れ1位として阪神タイガースに入団。既婚で子供がいたため、「子連れルーキー」として話題になった。なお、ロッテオリオンズが単独指名を予定していたが、金田正一監督（当時）の一存で、小池秀郎を強行指名し交渉権を引き当てた逸話がある（ただし入団は拒否されている）。

### プロ入り後
1991年シーズンは、オープン戦での投球を見た監督の中村勝広から「大大大戦力」と評価され、この年こそ5勝11敗の成績だったがキレのある速球とスライダーを武器に活躍。
1992年シーズンに頭角を現し、6月14日の対広島東洋カープ14回戦（甲子園）でチームとしては1973年の江夏豊以来19年ぶりとなるノーヒットノーランを達成し、その次の6月20日の対読売ジャイアンツ14回戦（甲子園）でも勝ち、当時10連勝をしていた巨人の連勝を止めた。しかし、シーズン終盤に田村勤が故障で離脱、一時的に抑えとして起用された10月7日の対ヤクルトスワローズ25回戦（神宮球場）では押し出し四球を与え、救援失敗。ブルペンではヤクルト戦に強い御子柴進が投球練習していたこともあり、元々立ち上がりが悪かった湯舟をなぜ起用したのかと、中村監督の采配にファンから不満が続出した。この1戦を落とした阪神は3日後の対ヤクルト26回戦（甲子園）に湯舟を中2日で先発させたが、2回2失点で敗戦投手となり、この試合でヤクルトの優勝が決まった。この年、湯舟は11勝を挙げ、6月・9月には月間MVPを獲得する活躍を見せ、チームもヤクルトと最後まで優勝を争ったが、最終的には2位タイに終わった。
1993年シーズンは、阪神のエースとなり、オールスターにも出場。自己最多の12勝を挙げた。
1994年には初の開幕投手を務めた。しかし打線が貧弱だったこともあり、自身は規定投球回をクリアし、防御率3.05の好成績を残しながらも5勝7敗に終わった。
1995年シーズンは、2年連続の開幕投手に抜擢され自身最多の投球回と奪三振数を記録したが、前年以上にチームが貧打だった上に自身の被安打・被本塁打も増え(共に自己ワースト)シーズン初勝利が開幕から二軍落ちせず投げていたのに関わらず6月15日だった。2年連続5勝に終わり負けも大きく記録、13敗でリーグ最多敗戦投手となった。
1996年は自身も不調に苦しみ、シーズン途中長期で先発ローテーションから外れた。辛うじて規定投球回には達したが3年連続5勝止まりで自己ワーストを更新する14敗を記録。当時右のエースであった藪恵壹と共に2年連続最多敗戦投手の不名誉な記録を残した（左腕投手ではNPB初の連続リーグ最多敗戦投手となった）。
1997年シーズンから吉田義男が監督に就任し、不調から復活し、4年ぶりの10勝を挙げチームの最下位脱出に貢献した(この年二位に躍進した横浜に対して6勝負け無しと抜群の相性があった)。
1998年シーズンは、開幕から先発ローテーションに入っていたものの4月28日の対ヤクルト戦（神宮球場）で本塁バックアップ時に軸足を骨折。結局この年の登板は4試合とシーズンの大半を棒に振った。
2000年シーズンオフに山﨑一玄・北川博敏と共に酒井弘樹・面出哲志・平下晃司との3対3の交換トレードで大阪近鉄バファローズへ移籍。
2001年シーズン前、前年に3年ぶりの完封勝利、さらに8年ぶりのシーズン複数完封勝利を記録し、復活の兆しもあったことや、投手不足だったチーム事情から一時は移籍即開幕投手の声も上がっていたが、開幕するとまたしても故障の影響で出遅れた。先発1試合・中継ぎ36試合の計37試合と自己最多登板。4月25日の対西武ライオンズ戦で通算60勝となる移籍後初勝利を挙げ、チームもリーグ優勝を果たしたが、ヤクルトとの日本シリーズでの登板はなく、シーズン終了後に現役を引退。

### 現役引退後
2002年に阪神の二軍投手コーチとなったが、1年で退任。
2003年にはMBSラジオ解説者を務め、伊藤敦規・遠山奬志と3名で「トラ番」として登場する本数契約で出演。
2004年からは朝日放送・サンテレビ解説者・日刊スポーツ評論家を務め、兵庫県西宮市で炭火焼肉店「牛若丸」を経営していた。
2012年から阪神二軍投手コーチとして約10年ぶりに現場復帰し、背番号は「79」となった。
2014年に契約が満了し退団。
2015年からは再び朝日放送・サンテレビ・Tigers-ai解説者、日刊スポーツ評論家を務める。また、奈良学園大学硬式野球部のアドバイザリースタッフも務めている。

## 詳細情報

### 年度別投手成績
| 年 度      | 球 団      | 登 板 | 先 発 | 完 投 | 完 封 | 無 四 球 | 勝 利 | 敗 戦 | セ 丨 ブ | ホ 丨 ル ド | 勝 率 | 打 者 | 投 球 回 | 被 安 打 | 被 本 塁 打 | 与 四 球 | 敬 遠 | 与 死 球 | 奪 三 振 | 暴 投 | ボ 丨 ク | 失 点 | 自 責 点 | 防 御 率 | W H I P |
| ---------- | ---------- | ----- | ----- | ----- | ----- | -------- | ----- | ----- | -------- | ----------- | ----- | ----- | -------- | -------- | ----------- | -------- | ----- | -------- | -------- | ----- | -------- | ----- | -------- | -------- | ------- |
| 1991       | 阪神       | 23    | 18    | 3     | 2     | 0        | 5     | 11    | 0        | --          | .313  | 495   | 112.0    | 114      | 8           | 50       | 2     | 1        | 114      | 7     | 0        | 63    | 58       | 4.66     | 1.46    |
| 1992       | 阪神       | 27    | 22    | 7     | 4     | 1        | 11    | 8     | 0        | --          | .579  | 603   | 146.2    | 113      | 14          | 65       | 4     | 0        | 136      | 3     | 1        | 51    | 46       | 2.82     | 1.21    |
| 1993       | 阪神       | 23    | 23    | 4     | 1     | 0        | 12    | 6     | 0        | --          | .667  | 671   | 161.0    | 158      | 14          | 61       | 3     | 1        | 131      | 2     | 0        | 64    | 63       | 3.52     | 1.36    |
| 1994       | 阪神       | 23    | 22    | 2     | 0     | 0        | 5     | 7     | 0        | --          | .417  | 552   | 130.0    | 114      | 15          | 65       | 2     | 1        | 109      | 2     | 0        | 50    | 44       | 3.05     | 1.38    |
| 1995       | 阪神       | 33    | 26    | 2     | 0     | 0        | 5     | 13    | 1        | --          | .278  | 757   | 172.2    | 175      | 23          | 74       | 3     | 3        | 157      | 6     | 0        | 81    | 76       | 3.96     | 1.44    |
| 1996       | 阪神       | 29    | 20    | 1     | 0     | 1        | 5     | 14    | 2        | --          | .263  | 591   | 132.0    | 165      | 17          | 47       | 5     | 1        | 98       | 11    | 0        | 75    | 71       | 4.84     | 1.61    |
| 1997       | 阪神       | 27    | 21    | 3     | 1     | 1        | 10    | 6     | 0        | --          | .625  | 590   | 136.2    | 152      | 14          | 53       | 2     | 3        | 76       | 5     | 0        | 60    | 54       | 3.56     | 1.50    |
| 1998       | 阪神       | 4     | 4     | 0     | 0     | 0        | 1     | 1     | 0        | --          | .500  | 69    | 16.1     | 17       | 0           | 7        | 0     | 0        | 10       | 1     | 0        | 7     | 7        | 3.86     | 1.47    |
| 1999       | 阪神       | 13    | 12    | 0     | 0     | 0        | 1     | 6     | 0        | --          | .143  | 273   | 56.2     | 76       | 6           | 29       | 1     | 3        | 41       | 0     | 0        | 39    | 36       | 5.72     | 1.85    |
| 2000       | 阪神       | 18    | 17    | 3     | 2     | 1        | 4     | 7     | 0        | --          | .364  | 384   | 84.2     | 95       | 8           | 28       | 2     | 6        | 43       | 1     | 1        | 54    | 49       | 5.21     | 1.45    |
| 2001       | 近鉄       | 37    | 1     | 0     | 0     | 0        | 1     | 0     | 0        | --          | 1.000 | 158   | 33.2     | 37       | 3           | 23       | 0     | 1        | 14       | 1     | 0        | 20    | 20       | 5.35     | 1.78    |
| 通算：11年 | 通算：11年 | 257   | 186   | 25    | 10    | 4        | 60    | 79    | 3        | --          | .432  | 5143  | 1182.1   | 1216     | 122         | 502      | 24    | 20       | 929      | 39    | 2        | 564   | 524      | 3.99     | 1.45    |

- 各年度の太字はリーグ最高

### 表彰
- 月間MVP：2回（投手部門：1992年6月、1992年9月）

### 記録
初記録
- 初登板・初先発登板：1991年4月10日、対読売ジャイアンツ2回戦（阪神甲子園球場）、3回1/3を4失点で敗戦投手
- 初奪三振：同上、1回表に篠塚和典から
- 初勝利：1991年4月14日、対ヤクルトスワローズ2回戦（阪神甲子園球場）、8回表一死より3番手として救援登板、2/3回無失点
- 初先発勝利：1991年5月25日、対広島東洋カープ8回戦（阪神甲子園球場）、7回2/3を1失点
- 初完投勝利：1991年8月25日、対中日ドラゴンズ22回戦（阪神甲子園球場）、9回1失点
- 初完封勝利：1991年9月14日、対広島東洋カープ20回戦（広島市民球場）
- 初セーブ：1995年9月15日、対中日ドラゴンズ22回戦（阪神甲子園球場）、9回表に3番手として救援登板・完了、1回無失点

節目の記録
- 1000投球回数：1998年4月22日、対横浜ベイスターズ5回戦（阪神甲子園球場）、4回表二死目に鈴木尚典を一塁ゴロで達成 ※史上276人目

その他の記録
- ノーヒットノーラン：1992年6月14日、対広島東洋カープ14回戦（阪神甲子園球場）、11奪三振2与四死球 ※史上58人目
- オールスターゲーム出場：1回（1993年）

### 背番号
- 15（1991年 - 2000年）
- 34（2001年）
- 91（2002年）
- 79（2012年 - 2014年）

### 登場曲
- 映画『ジュラシック・パーク』テーマ曲[5]

## 関連情報

### 出演番組
現在
- スーパーベースボール
- サンテレビボックス席（ABCテレビの派遣）
- ABCフレッシュアップベースボール
- おはよう朝日です 金曜スポーツコーナー担当

過去
- 元気イチバン!!ぶっちぎりプレイボール→スポーツにぴたっと。
- 虎バン
- MBSタイガースナイター